# میلیجویل (تنسی)
میلیجویل(به انگلیسی: Milledgeville) شهری در ایالت تنسی کشور ایالات متحده آمریکا است که جمعیت آن در سرشماری سال ۲۰۱۰ میلادی، ۲۶۵ نفر بوده‌است.